# This Left Feels Right
 (janvier 2009).
Si vous disposez d'ouvrages ou d'articles de référence ou si vous connaissez des sites web de qualité traitant du thème abordé ici, merci de compléter l'article en donnant les références utiles à sa vérifiabilité et en les liant à la section « Notes et références ».
Albums de Bon Jovi
Bounce
(2002) 100,000,000 Bon Jovi Fans Can't Be Wrong
(2004)
Singles
1. Wanted Dead or Alive (2003)
Sortie : Novembre 2003
2. It's My Life (2003)
Sortie : Novembre 2003
3. Always (2003)
Sortie : Décembre 2003

This Left Feels Right est un album de Bon Jovi paru en 2003.
Bon Jovi s'était engagé auprès de sa maison de disques Universal Music à fournir un nouvel album en 2003. Ne disposant pas d'assez de temps pour écrire de nouvelles chansons, il pensa enregistrer des shows acoustiques à Yokohama en janvier 2003 afin de les commercialiser, mais sa prestation vocale le fit changer d'avis. Plutôt que de sortir une compilation toute simple, il pensa à réenregistrer certains classiques du groupe dans un style acoustique différent des originaux.
L'album a été enregistré en 23 jours en août 2003. Olivia d'Abo a enregistré en duo avec Bon Jovi sur Livin' on a Prayer.
Si le parti-pris artistique était intéressant (proposer d'anciennes chansons dans des styles différents), de nombreux fans ont trouvé le résultat mauvais, un journaliste américain n'hésitant pas à qualifier l'album de « zéro pointé ». Les ventes furent plutôt confidentielles, le disque peinant à atteindre une certification (disque d'or aux É-U, 549 727 copies vendues en juillet 2007).
Deux nouvelles chansons devaient apparaître sur l'album : Thief of Hearts et Last Man Standing. cette dernière tenait particulièrement à cœur à Jon Bon Jovi, le texte étant sa réflexion sur le marché musical actuel et son incapacité à vouloir défendre de nouveaux artistes, tandis que ceux qui sortent des disques ne connaitront jamais le succès que Bon Jovi a connu. Ces deux titres finirent par sortir sur le coffret 100 Millions Bon Jovi Fans Can't Be Wrong, et Last Man Standing fut retravaillé pour apparaître sur Have a Nice Day dans une version plus agressive.

## Liste des titres
1. "Wanted Dead or Alive" (Jon Bon Jovi, Richie Sambora) – 3:43
2. "Livin' on a Prayer" (JBJ, Sambora, Desmond Child) – 3:41
3. "Bad Medicine" (JBJ, Sambora, Child) – 4:27
4. "It's My Life" (JBJ, Sambora, Max Martin) – 3:42
5. "Lay Your Hands on Me" (JBJ, Sambora) – 4:27
6. "You Give Love a Bad Name" (JBJ, Sambora, Child) – 3:29
7. "Bed of Roses" (JBJ) – 5:38
8. "Everyday" (JBJ, Sambora, Andreas Carlsson) – 3:45
9. "Born to Be My Baby" (JBJ, Sambora, Child) – 5:27
10. "Keep the Faith" (JBJ, Sambora, Child) – 4:12
11. "I'll Be There for You" (JBJ, Sambora) – 4:21
12. "Always" (JBJ) – 4:18
13. "The Distance" (Live) (JBJ, Sambora, Desmond Child) (EU/UK/Japan Bonus Track)
14. "Joey" (Live) (JBJ, Sambora) (UK/Japan Bonus Track)
15. "Have a Little Faith in Me" (Live) (Japan Bonus Track)

## Édition spéciale
Une édition de l'album fut livrée avec un DVD enregistré en décembre 2002 aux studios NRG de Burbank, Californie. Le groupe y joue de manière totalement acoustique six chansons :
- Love for Sale
- Someday I'll Be Saturday Night
- Joey
- Misunderstood
- Diamond Ring
- Blood on Blood

Le Japon a eu droit à des bonus supplémentaires. Les deux premiers sont des performances live, filmées le 19 janvier 2003 à Yokohama. Le troisième est un montage enregistré en coulisse ce soir-là :
- In These Arms
- Heroes (reprise de David Bowie)
- Right Side of Wrong (montage vidéo)

## Certifications
| Pays                  | Certification |
| --------------------- | ------------- |
| Allemagne (BVMI)      | Or            |
| Autriche (IFPI)       | Or            |
| Canada (Music Canada) | Or            |
| Royaume-Uni (BPI)     | Platine       |
| Suisse (IFPI)         | Or            |